# A Royal szálló épülete (Miskolc)
Az egykori Royal szálló épülete Miskolcon, a Széchenyi utca 60. címen álló saroképület, és 1904-től 1948-ig működött szállodaként.

## Története
Miskolcon 1883-ban kezdte meg működését a „Miskolczi Termény Csarnok” (tulajdonképpen gabonatőzsde) a jelenlegi, bár akkor még egyemeletes épületben. Célja a gabonakereskedelem szervezése, az üzletkötések szabályozása és a kereskedők közötti kapcsolat fejlesztése volt. A megalakulásról a Borsodmegyei Lapok 1883. április 11-i száma számolt be, és az aratás idejére a tőzsde már működött, a vidék terménykereskedelmének központjává vált. Fénykorában, a 20. század elején, 200 tagja és nyolc ügynöke volt. A szervezet az esetleges nézetkülönbségek, peres ügyek elintézése céljából békebíróságot is létrehozott. Szászországi, csehországi, sziléziai, bécsi, budapesti kereskedők, ügynökök találkoztak itt és kötöttek üzletet. A szervezet 1923-ban – Neumann Adolf elnöksége idején – Miskolci Kereskedelmi Testületre változtatta a nevét, egyúttal a Széchenyi utca 90-be, az elnök lakóháza (Neumann-palota) mellé tette át a székhelyét. 1944-re a zsidótörvények gyakorlatilag ellehetetlenítették a testület működését, majd 1948-ban a megmaradt kereskedők beolvadtak a KISOSZ (Kisiparosok Országos Szövetsége) helyi szervezetébe.
Az egyemeletes ház építési körülményeiről (idejéről, az építtetőről és a tervezőről) nincs pontos információ. Azt tudni, hogy itt működött a Weinberger-féle kávéház, és a terménytőzsde e mellett alakította ki saját tárgyalótermeit, helyiségeit. A kávéházat 1904-ben Czeizel (Czeisel) Adolf vásárolta meg, és üzemeltette a Lloyd Szálloda és Kávéházat (és éttermet). A kereskedők a tárgyalásaikat követően a kor követelményeinek megfelelően kialakított szállodai szobákban pihenhettek az emeleten. 1904–1906 között az épületre újabb szintet húztak (vagy talán a régit lebontották, és ennek helyén újat építettek). Az új épület 1906-ban immár Royal Szállodaként nyitott ki. A szálloda az emeleten volt, a földszinten üzleteket és kávéházat alakítottak ki. Az építtető-tulajdonos Ligeti Herman volt, szállodáját rézbútorokkal berendezve, villanyvilágítással hirdette. 1927-ben az épületben megnyílt a Royal Nagyáruház. 1930-ban vette át a szállodát Bárd György (de ezelőtt egy ideig még Friedmann Dávid is tulajdonolta), negyven szobát alakított ki benne, az éttermet pedig Soltész Mátyás működtette. A komplexum nevét egyúttal Fiumére változtatták. A közönségnek nem tetszett az új név, ezért egy-két év múlva visszaváltoztatták Royalra. Az 1930-as évek második felétől a színvonal csökkenni kezdett, és a nem igazán „előkelő” helyek közé sorolta a közvélemény. 1943-ban Márkus Soma működtette, de már nem volt túlságosan jövedelmező. Az államosításkor szálloda és magánüzletként került bejegyzésre, de nem sokkal később már magánlakások voltak benne, a földszinten pedig különböző boltok helyezkedtek el. Az 1910-es években a Széchenyi utcai oldalon – a Royal Nagyáruház utódjaként – a Royal Divatház őrzi az egykori szálloda nevét, de félhivatalosan a Szinvára lefutó keskeny utca neve is Royal köz. Ezen a keleti oldalon is van pár üzlet, miként a déli oldalon is. Az épület mindhárom oldali homlokzatát 2000-ben renoválták, a déli homlokzatot 2005-ben átépítették.

## Leírása
Az eredeti, egyemeletes ház főutcai oldala hattengelyes kialakítású volt, a földszinti és az emeleti nyílások is félköríves záródásúak voltak, az emeletiek fölött timpanonos díszítéssel. Az emeletráépítés során a főutcai hat axis megmaradt, az emeleti félköríves ablakok és a timpanonok megszűntek, mindkét emeleten egyenes záródású ablaknyílásokat alakítottak ki. A keleti homlokzaton az első emeleti ablakok fölött megjelentek (vagy megmaradtak) a timpanonok. A főutcán a földszintet teljesen átépítették, egységes, sima műkőborítást kapott. Az üzlethelyiséget egy divatáru bolt foglalja el, az üzletportál szögletes, alumínium-üveg szerkezet. Az épület Szécheny-Royal sarka lesarkított, az első emeleti sarokerkély alatt egy újabb divatüzlet bejárata van, kirakata mindkét oldalon van. A tetőn elhelyezett mellvéden 2000-ig olvasható volt a Royal felirat. A keleti homlokzat 2+5+2 tengelyes kialakítású, az két szélső kissé kiemelt, a jobb oldali utolsó pedig mindkét szinten vakablakokat tartalmaz. Az északi szakaszon, a saroküzlet kirakata mellett újabb divatáru üzlet van, egyetlen kirakattal. A déli szakasz három tengelyében gyógynövényüzlet van, korábban a MATÁV-é volt. A középtengelyben bejárat nyílik az épületbe, régebben ezt is a MATÁV egyik részlege használta, az emeleten számos irodával, később a MIK (Miskolci Ingatlangazdálkodó Zrt.) vette át. A déli, Szinva felőli oldalon kialakított új épületrészt szintén a MATÁV közönségszolgálata használta, majd a 2010-es években ebben is a MIK közönségszolgálata működik.

## Képek

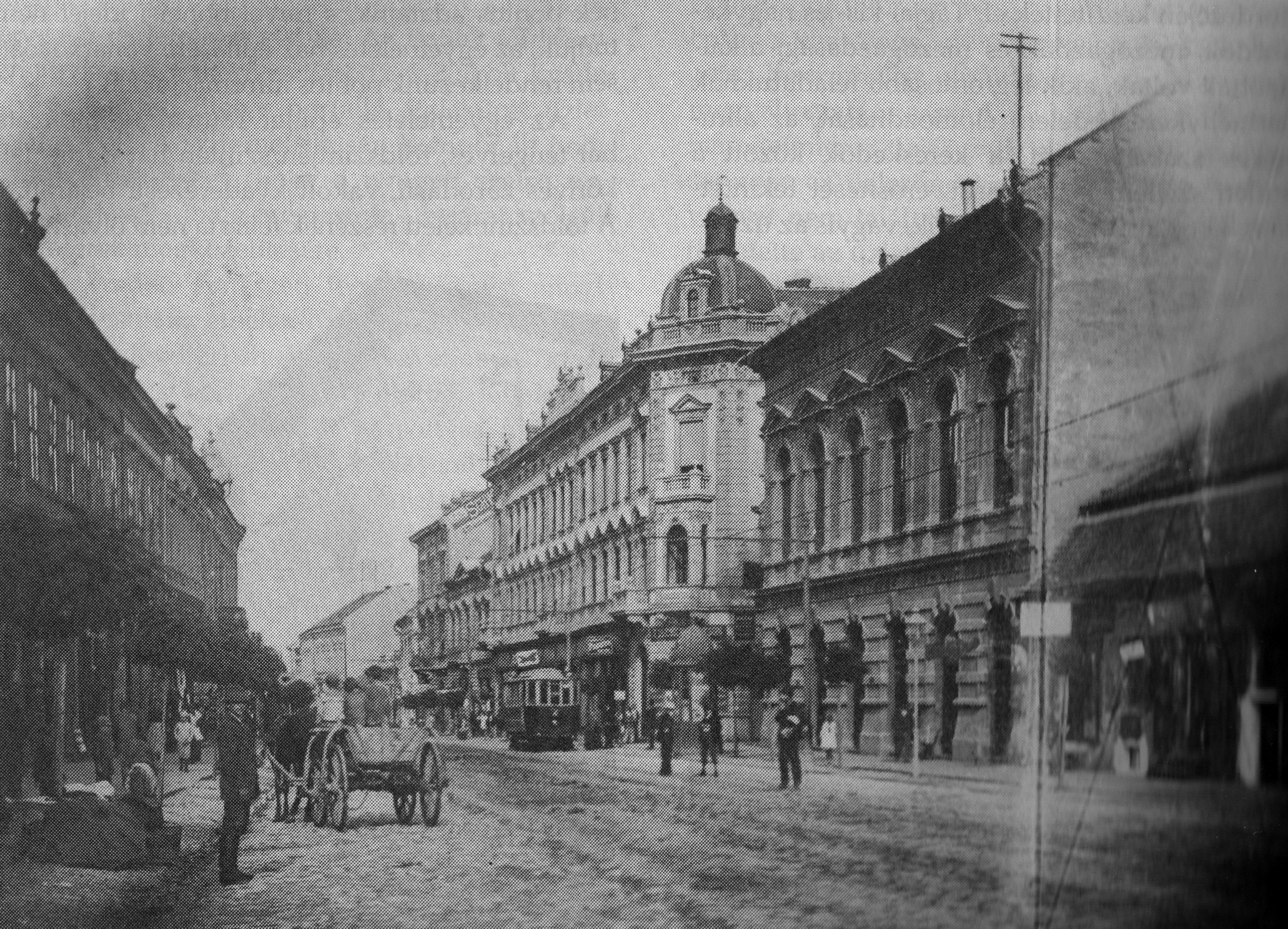
Az épület 1898-ban
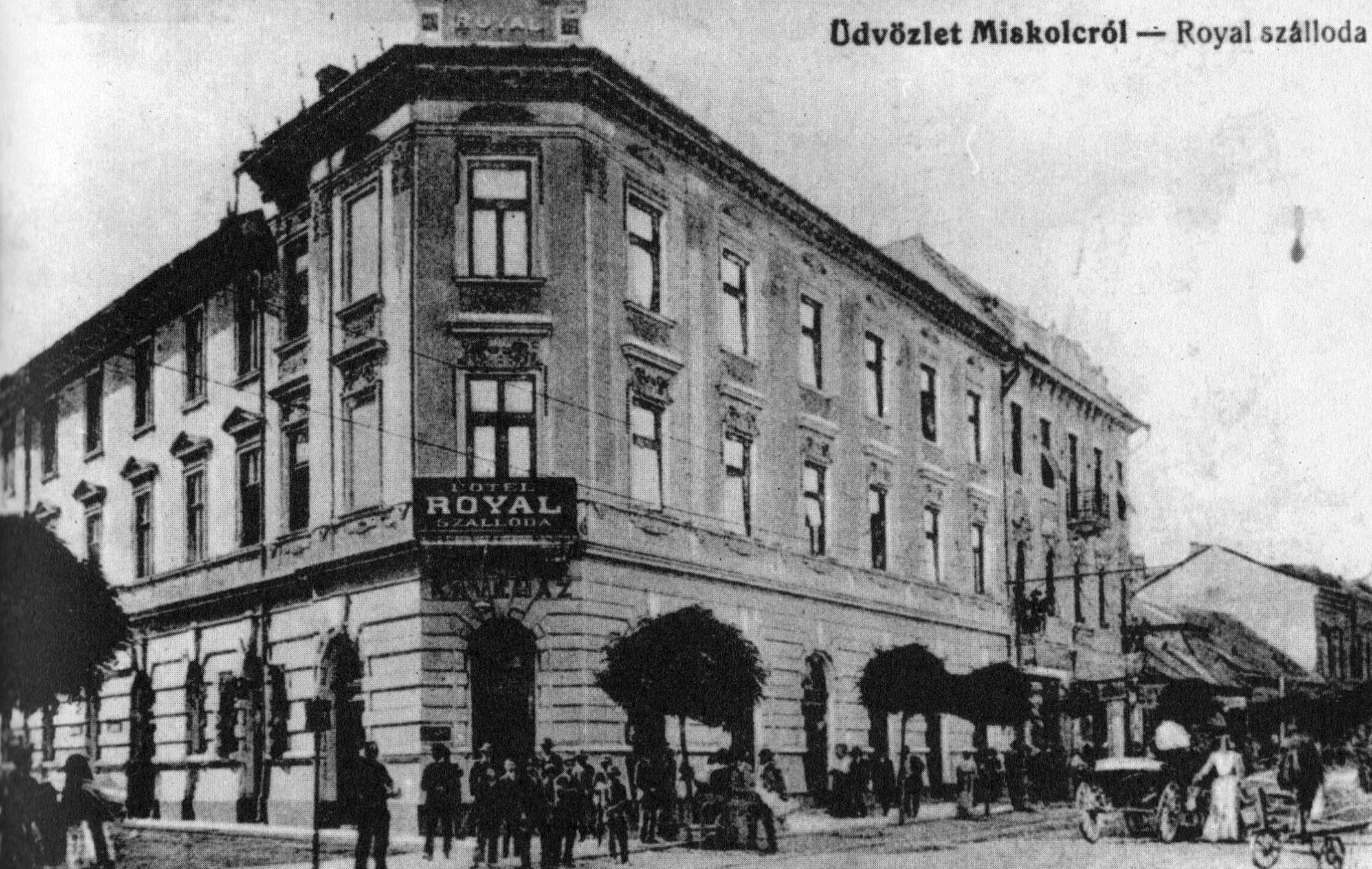
1910-ben
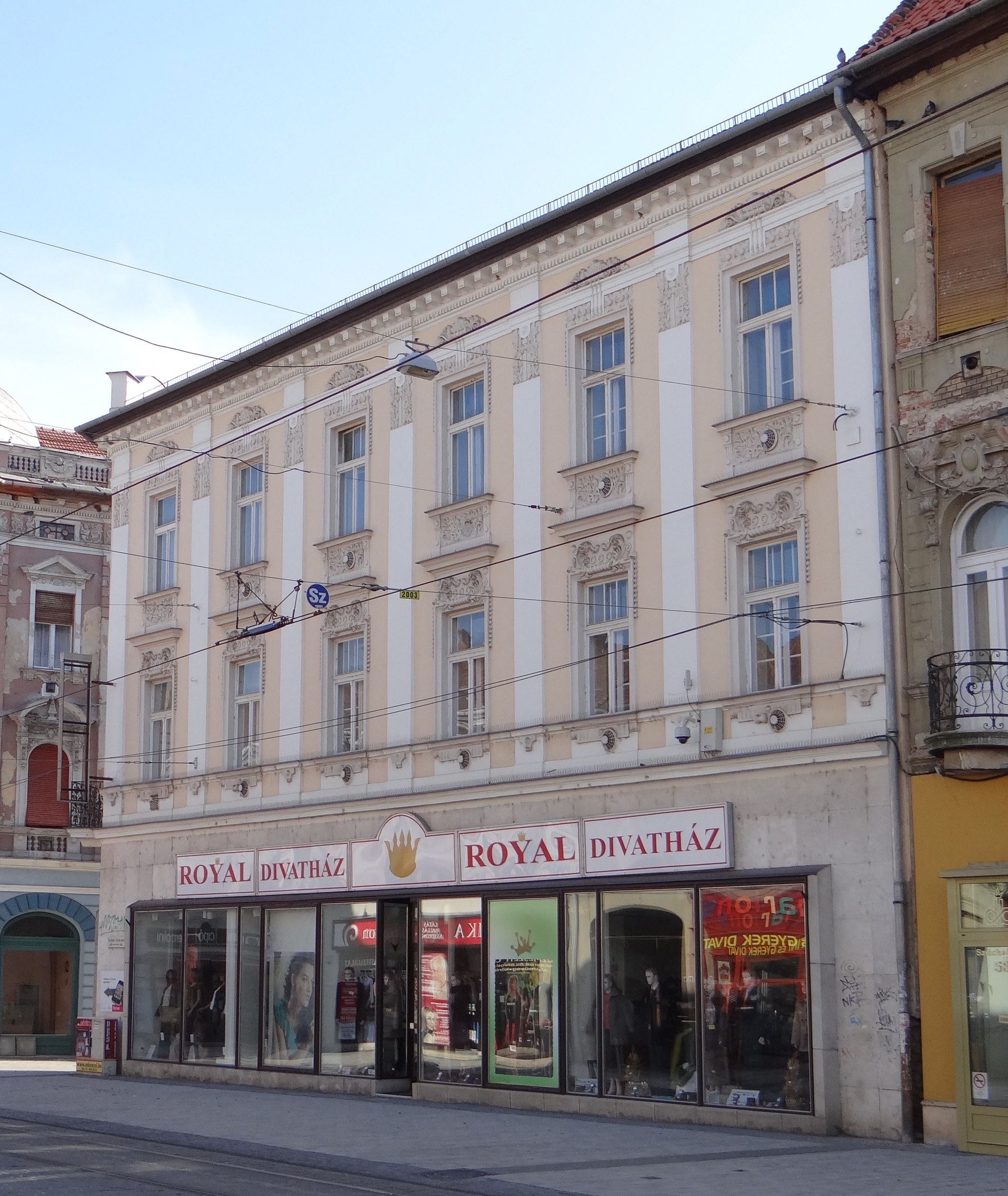
A főutcai homlokzat
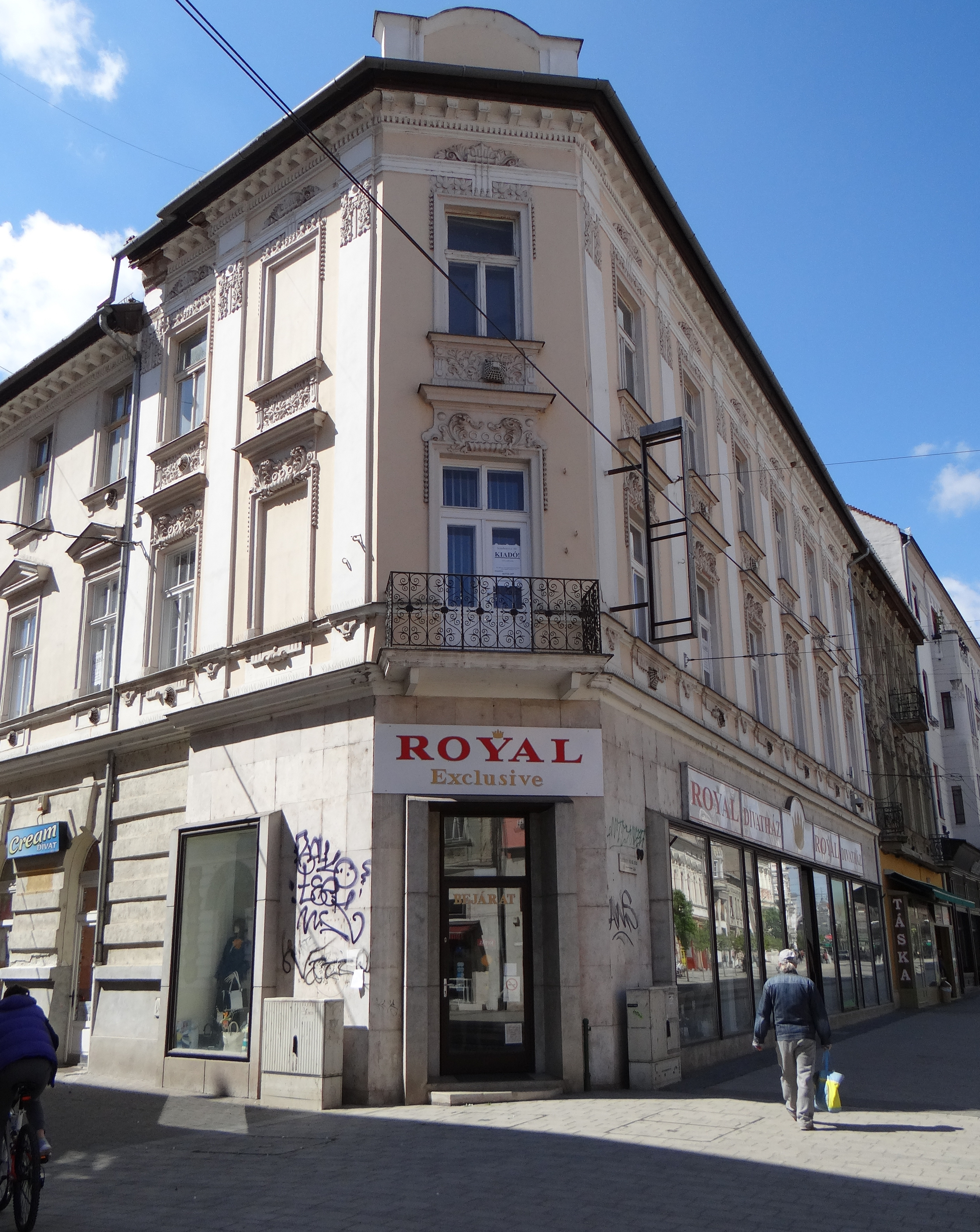
A sarok
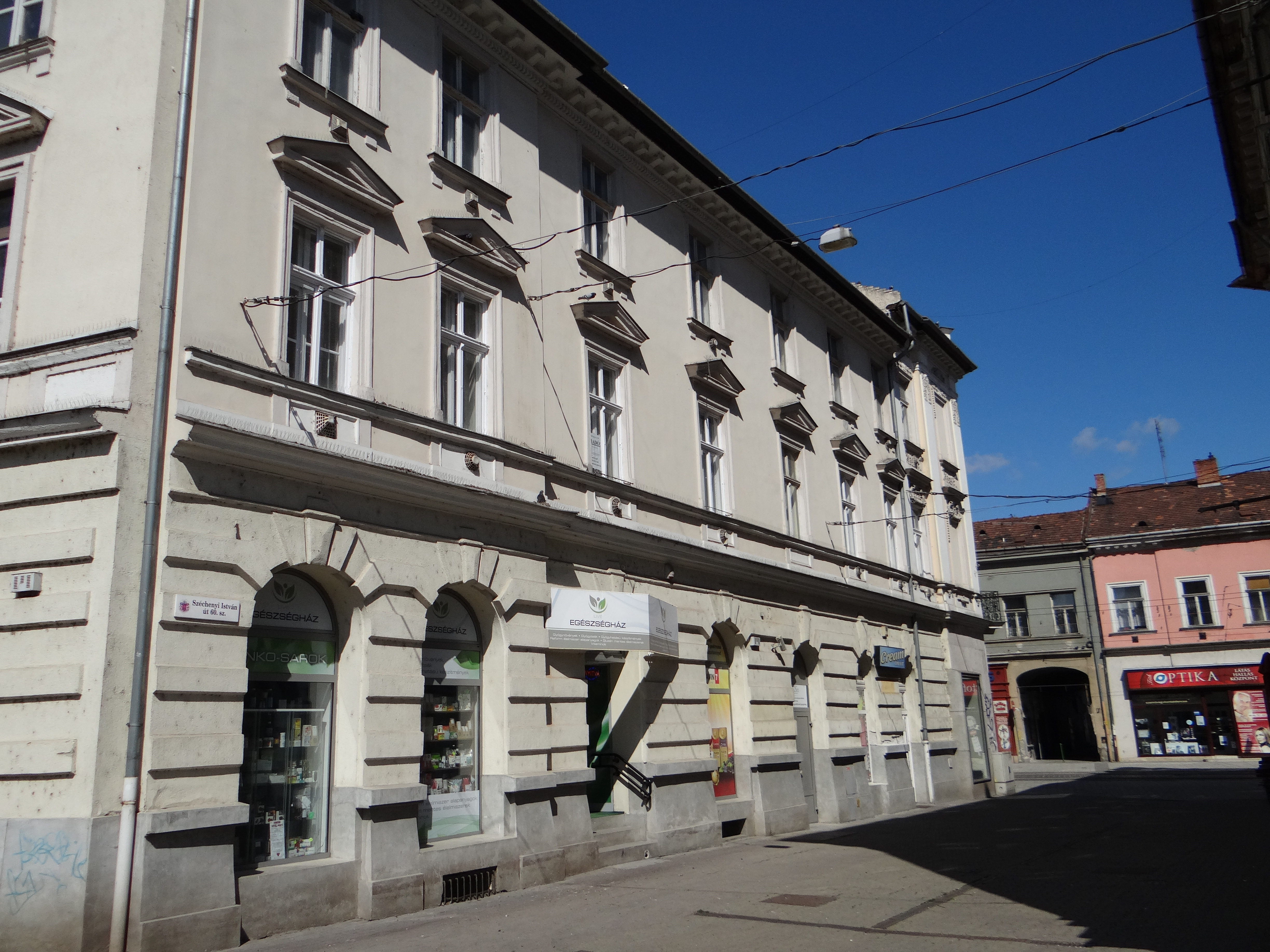
A Royal közi homlokzat
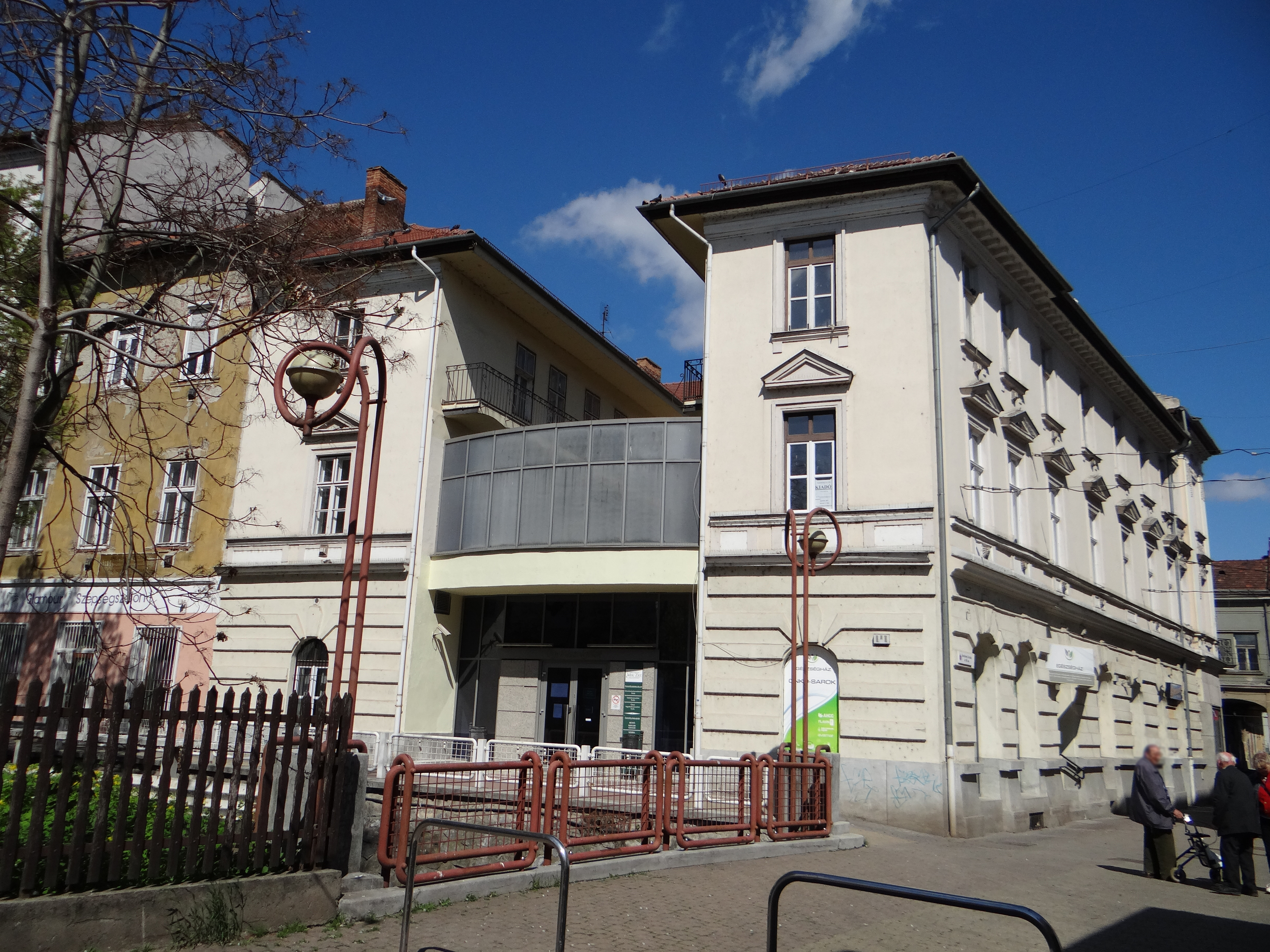
A déli homlokzat